# 法兰镇区
法兰镇区是緬甸欽邦哈卡縣下辖的一个鎮區。2014年人口48,077人，區域面積2,667平方公里。法兰為該鎮區首府。